# تلال تشيلترن
في عام 1965، تم تصنيف ما يقرب من نصف تلال تشيلترن كمنطقة ذات جمال طبيعي أخاذ. 

## جيولوجيا

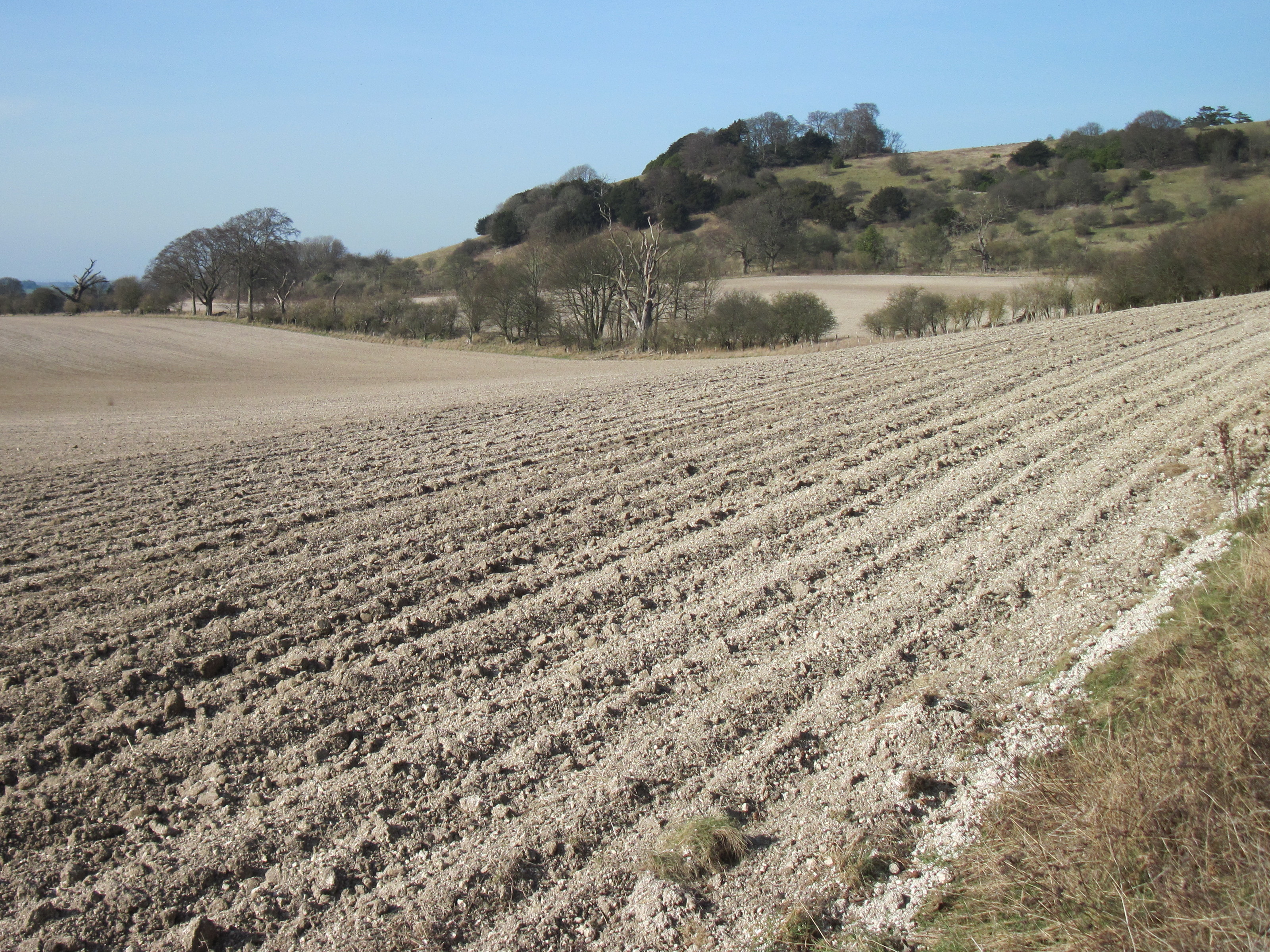
يمكن رؤية الطباشير في التربة المحروثة عند سفح جرف تشيلترن هيل بالقرب من شيربورن على حدود باكينجهامشاير/أوكسفوردشاير.

يطل الجرف الطباشيري لتلال تشيلترن على وادي أيليسبري. وتعد تلال تشيلترن جزءًا من نظام الأراضي الطباشيرية المنخفضة في جميع أنحاء شرق وجنوب إنجلترا، والتي تشكلت منذ ما بين 65 و95 مليون سنة مضت،  وتتكون من صخور مجموعة الطباشير؛ وهذا يشمل أيضًا سهل سالزبوري وكرانبورن تشيس وجزيرة وايت وساوث داونز في الجنوب. تستمر التكوينات الطباشيرية باتجاه الشمال الشرقي عبر هيرتفوردشاير ونورفولك ولينكولنشاير وولدز. تم ترسيب طبقات مجموعة الطباشير على الحافة الشمالية الغربية المدفونة لكتلة أنجلو برابانت خلال العصر الطباشيري المتأخر.  خلال هذا الوقت، تم القضاء على مصادر الرواسب السيليكية بسبب الارتفاع الاستثنائي لمستوى سطح البحر.  يكون التكوين أرق عبر تلال تشيلترن من طبقات الطباشير في الشمال والجنوب وتم التحكم في الترسيب تكتونيًا. 
في المراحل المتأخرة من تكون جبال الألب، عندما اصطدمت الصفيحة الأفريقية بالصفيحة الأوراسية، خضعت الهياكل الممتدة في الدهر الوسيط، للانقلاب الهيكلي.  أدت هذه المرحلة من التشوه إلى إمالة طبقات الطباشير إلى الجنوب الشرقي في منطقة تلال تشيلترن. تآكلت طبقات الصخور المغمسة بلطف لتشكل جرفًا.
تم استخراج الصوان منذ آلاف السنين من تلال تشيلترن.  تم استخراجها لأول مرة لتصنيعها في محاور الصوان في العصر الحجري الحديث، ثم لقطعها في قوالب الصوان.

## الخصائص الطبيعية

### التضاريس

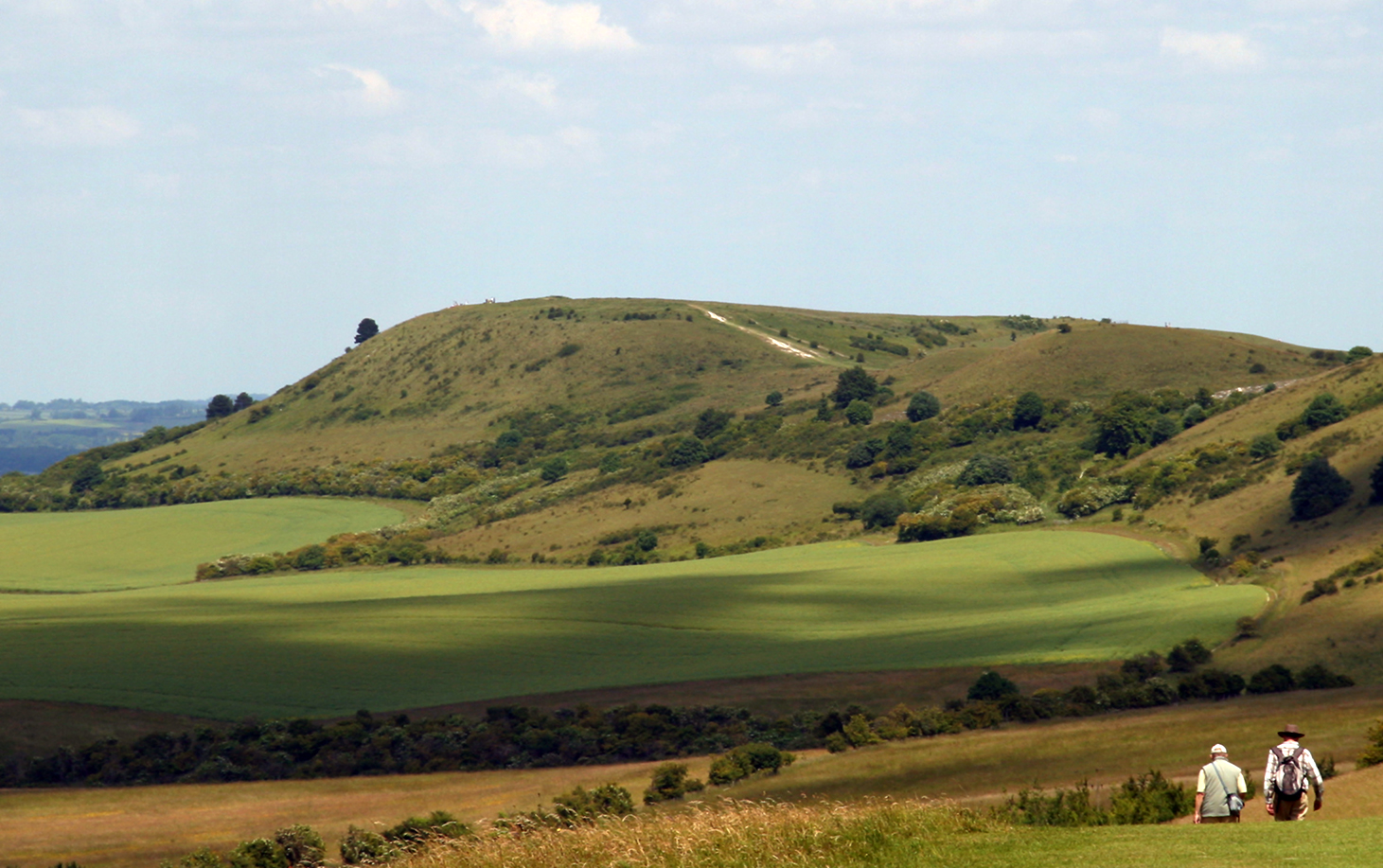
الممر الشرقي

أعلى نقطة هي 267م (876قدم) فوق مستوى سطح البحر في هادينغتون هيل بالقرب من ويندوفر في باكينجهامشير. 

### المناظر الطبيعية واستخدام الأراضي
تغطي الغابات نسبة 21٪ من تلال تشيلترن، والتي تعد بالتالي واحدة من أكثر المناطق المشجرة في إنجلترا. وتشكل المناطق المبنية (المستوطنات والصناعة) أكثر من 5% من مساحة الأرض؛ المتنزهات والحدائق ما يقارب 4٪، والأراضي المفتوحة (المشاع والمروج والأراضي المنخفضة) 2٪، والباقي 2٪ تشمل مجموعة متنوعة من الاستخدامات، بما في ذلك الاتصالات والعسكرية والأراضي المفتوحة والترفيه والمرافق والمياه.

### الأنهار
تقع تلال تشيلترن تقريبًا داخل حوض تصريف نهر التايمز، وتصب أيضًا في اتجاه العديد من روافد نهر التايمز الرئيسية، وأبرزها نهر ليا، الذي يرتفع في تلال تشيلترن الشرقية، ونهر كولن من الجنوب، ونهر التايم من الشمال والغرب. الأنهار الأخرى الناشئة بالقرب من تلال تشيلترن تشمل ميرام، وفير، وجيد، وبولبورن، والشطرنج، وميسبورن وواي. يتم تصنيفها على أنها تيارات طباشيرية، على الرغم من أن نهر ليا يتناقص بسبب المياه الناتجة عن مصارف الطرق وأعمال معالجة مياه الصرف الصحي.  يتدفق نهر التايمز عبر فجوة بين بيركشاير داونز وتلال تشيلترن.

### ينقل

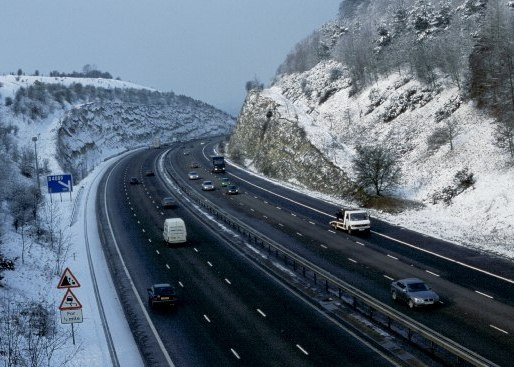
فجوة ستوكنشرش ، وهي عبارة عن قطع تم بناؤه لحمل الطريق السريع M40 عبر قسم من تلال تشيلترن.

تمر العديد من طرق النقل عبر تلال تشيلترن في ممرات طبيعية أو من صنع الإنسان. وهناك أيضا أكثر من 2,000 كـم (1,200 ميل) من ممرات المشاة العامة في تلال تشيلترن، بما في ذلك مسارات المسافات الطويلة مثل طريق إكنيلد وطريق ريدجواي.  يمر الطريق السريع إم 40 عبر تلال تشيلترن في مقاطعتي باكينجهامشير وأوكسفوردشاير. يعبر الطريق السريع خط إم1 السريع قسم بيدفوردشير بالقرب من لوتون.
يمر خط سكك حديد تشيلترن الرئيسي عبر هاي ويكومب وبرينسيس ريسبورو، وخط لندن إلى أيلزبري عبر أميرشام، وخط الساحل الغربي الرئيسي عبر بيرخامستيد، وخط ميدلاند الرئيسي عبر تلال تشيلترن. يربط الخط الرئيسي الغربي العظيم وفروعه مثل خطي هينلي ومارلو الفرعيين الجانب الجنوبي من تلال تشيلترن بلندن بادينغتون.
ما عدا نهر التايمز، لا توجد أنهار صالحة للملاحة. تمر قناة جراند يونيون عبر تلال تشيلترن بين بيرخامستيد ومارسورث بعد مسار جاد وبولبورن. أيضًا، بعد عبور مستجمعات المياه، يقع نهر أوزيل جزئيًا في تلال تشيلترن.

## التاريخ

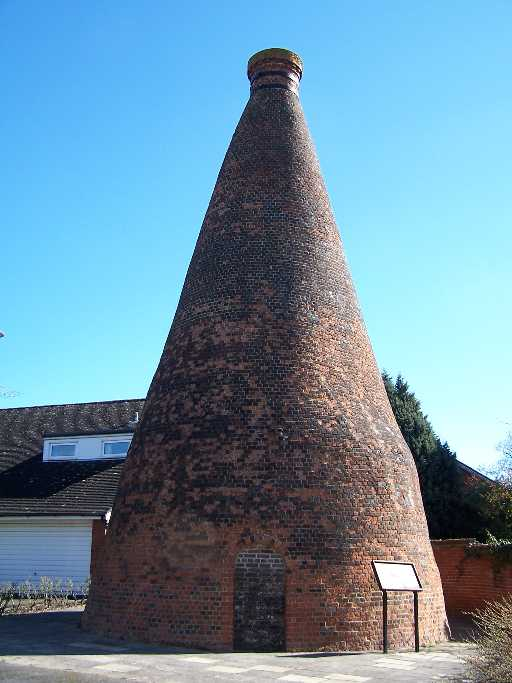
فرن الزجاجة ، نبات القراص ، ربما من أواخر القرن السابع عشر

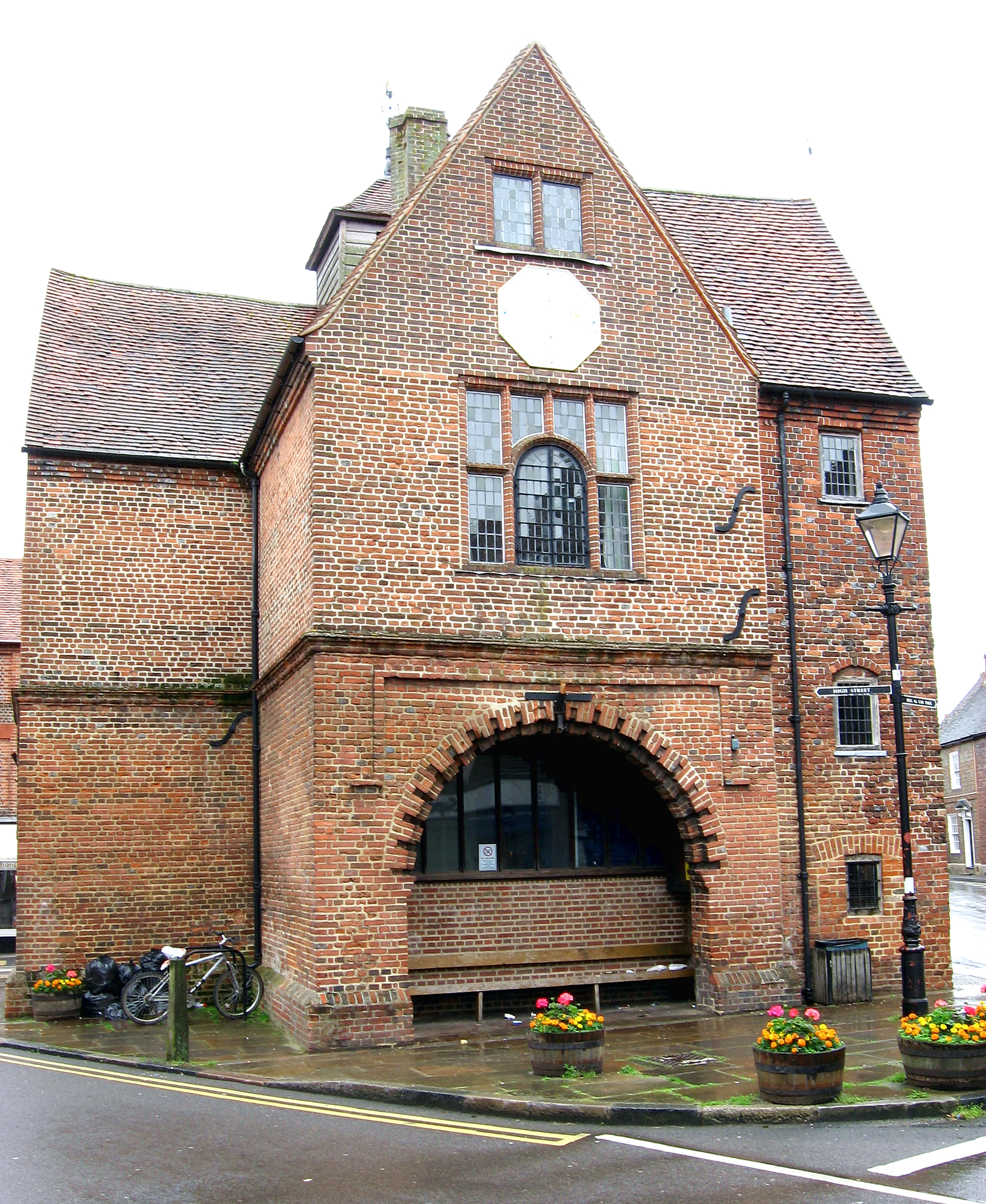
قاعة مدينة واتلينجتون

أثناء ال العصر الحديدي، وفرت سلسلة جبال شيلترن طريقًا آمنًا نسبيًا وسهل الملاحة عبر جنوب بريطانيا. يُعتقد أن الاسم الجغرافي تشيلترن هو من أصل بريتوني. بالنسبة الى إيليرت إكوال، ربما يكون اسم شيلترن مرتبطًا بالاسم العرقي الأوسع سلت Celt ( Celtæ في اللغات السلتية المبكرة)؛ يمكن أن يوفر الجذر celto- "عالٍ" (واللاحقة -erno- ) أصل كلمة Chiltern .
قبل القرن الثامن عشر، كان السكان يعيشون متفرقين في تلال تشيلترن في القرى النائية والقرى الصغيرة والمزارع ومدن السوق على طول الطرق الرئيسية التي تمر عبر الوديان الصالحة للملاحة. شجع تطور القنوات في القرن الثامن عشر والسكك الحديدية في القرن التاسع عشر على الاستيطان ونمو هاي ويكومب وترينج ولوتون. حدثت تنمية سكنية وصناعية كبيرة في النصف الأول من القرن العشرين واستمرت طوال القرن العشرين.

## قائمة المدن والقرى في تلال تشيلترن
- ألدبوري ، أمرشام ، أبسلي ، أشريدج ، أستون كلينتون
- بارتون لو كلاي ، بيلينجدون ، بيرخامستيد ، بليدلو ريدج ، بوفينجدون ، برادينهام ، بريتشوود جرين ، باكلاند كومون
- كادينجتون ، تشالفونت سانت جايلز ، تشالفونت سانت بيتر ، شارتريدج ، تشيكيندون ، شيدنجتون ، تشيشام ، تشيلترن جرين ، تشينور، تشولزبري ، عيد الميلاد كومون ، كولشيل
- داجنال، داونلي, دونسمور, دونستابل
- إدلبورو ، إليسبورو
- فولي، فينجست، فلاكويل هيث, فريث
- جيراردس كروس ، جورنج أون تيمز ، جريت هامبدن ، جريت كينغشيل ، غريت ميسندين ، غريت أوفلي
- هالتون ، هامبلدين ، هارلينجتون ، هاوريدج ، هازلمير ، هيميل هيمبستيد ، هينلي أون تيمز، هيكستون ، هاي ويكومب ، هيتشين ، هولمر جرين ، هوجيندن ، هايد هيث
- إبستون، إيفينجهو, الأردن, كينسوورث
- لاسي جرين ، لين إند ، لاتيمر ، لي هيل ، ليلي ، ليتل تشالفونت ، ليتل جاديسدن ، ليتل كينغشيل ، ليتل ميسندين ، لوتون
- ماركيات ، مارلو ، مارلو بوتوم ، مدمنهام
- نافيل, نيتلبيد, نوفيلد
- بن ، بيشيل ، بيتستون ، بريستوود ، برينسيس ريسبورو ، رادناج ، ريدبورن
- سير جرين ، شاربينهو ، شيبليك ، سكيرميت ، ساوثيند ، ساوث هيث ، سبين ، سانت ليوناردز ، ستوكنتشرش ، ستونور ، ستريتلي (بيدز) ، ستودهام
- ثيم ، ذا لي ، ترينج ، تورفيل ، تايلر جرين
- والترز آش ، واتلينغتون ، ويندوفر ، ويست وايكومب ، ويبسناد ، ويتويل ، ويغينتون ، ونشمور هيل ، وودكوت

### قطاع الأبرشيات المرتبطة بتلال تشيلترن
تشتهر الحافة الغربية لتلال تشيلترن بأبرشيات الشريط القديمة، والأبرشيات الممتدة مع القرى في الأرض المسطحة أسفل الجرف، والغابات والمراعي الصيفية في الأراضي المرتفعة. 
- بيدفوردشير: إيتون براي ، تودينجتون ، توتيرنهيو
- باكينجهامشاير: أستون كلينتون ، أيليسبري ، بليدلو ، باكلاند ، درايتون بوشامب ، جريت كيمبل، هورسندن، ذا لي ، مارسورث ، مونكس ريسبورو ، بيتستون ، برينسز ريسبورو، سوندرتون، ستوك ماندفيل ، ويستون تورفيل.
- هيرتفوردشاير: ترينج، ويجينتون.
- أوكسفوردشاير: أستون روانت، تشيكيندون، تشينور، إبسدين، ليونكر، مونجويل، نيونهام مورين، نوفيلد، بيرتون، شيربور ، ساوث ستوك، واتلينجتون.

## الاستخدام الاقتصادي
ويتم استخراج الطباشير لصناعة الأسمنت والصوان لمواد البناء المحلية. زودت شركة بيتشوود Beechwoods صانعي الأثاث بالخشب الصلب عالي الجودة. كانت المنطقة مشهورة بصناعة الكراسي،  تتمركز في مدينتي تشيشام وهاي ويكومب. كانت المياه ولا تزال مصدرًا نادرًا في تلال تشيلترن. تاريخياً، كان يتم سحبه من طبقة المياه الجوفية عبر البرك والآبار العميقة والينابيع العرضية مثل بورن والجداول والأنهار الطباشيرية. يقوم نهر الشطرنج بتزويد أسرة الجرجير مباشرة. اليوم يتم استغلال طبقة المياه الجوفية الطباشيرية عبر شبكة من محطات الضخ لتوفير الإمدادات العامة للاستهلاك المحلي والزراعة والاستخدامات التجارية، داخل منطقة تشيلترن هيلز وخارجها. وربما أدى الاستغلال المفرط إلى اختفاء بعض الجداول على مدى فترات طويلة. 
وفي منطقة لا توجد فيها حجارة البناء، كان الطين المحلي يوفر المواد الخام لصناعة الطوب. كما تم استخدام الأخشاب والصوان في البناء.
تم اتخاذ إجراءات للحفاظ على الأراضي المنخفضة المفتوحة عن طريق قمع النمو الطبيعي للأدغال وغابات البتولا. في عشرينيات وثلاثينيات القرن العشرين، أنشأت جمعية بيوت الشباب العديد من بيوت الشباب للأشخاص الذين يزورون التلال.
تم استخدام التلال كموقع لمحطات ترحيل الاتصالات مثل برجة ستوكنتشرتش وتلك الموجودة في مزرعة زوتشز Zouches Farm .

## الحماية

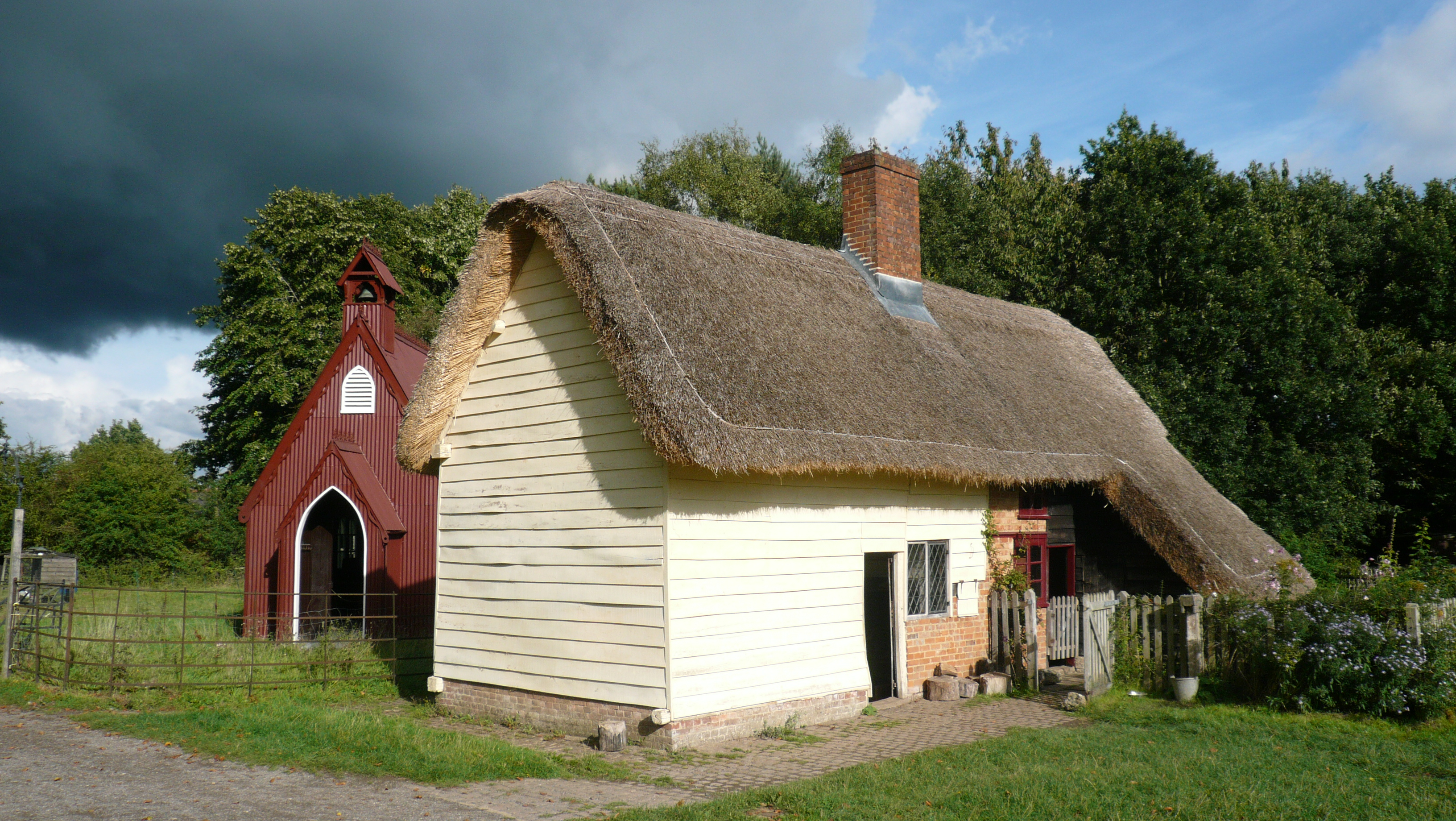
يتم الحفاظ على الهندسة المعمارية العامية لـ شيلترن في متحف Chiltern Open Air

تعتبر تلال تشيلترن منطقة ذات جمال طبيعي أخاذ وبالتالي تتمتع بحماية خاصة من التطورات الكبرى، والتي لا ينبغي أن تحدث في مثل هذه المناطق إلا في ظروف استثنائية. وتنطبق هذه الحماية على مقترحات التنمية الكبرى التي تثير قضايا ذات أهمية وطنية.  في عام 2000، أكدت الحكومة أن خصائص المناظر الطبيعية في تعادل تلك الموجودة في المتنزهات الوطنية، وأن الحماية الممنوحة لكلا النوعين من المناطق من خلال نظام تخطيط استخدام الأراضي يجب أن تكون متكافئة أيضًا.

### مجلس الحفاظ على تشيلترن
تم إنشاء مجلس الحفاظ على تلال تشيلترن بموجب أمر برلماني في تموز 2004. وهي هيئة مستقلة تضم 27 عضوًا من السلطات المحلية ذات الصلة ومن أولئك الذين يعيشون في المجتمعات المحلية داخل منطقة شيلترن.
تم تحديد أغراض المجلس في قانون الريف وحقوق الطريق لعام 2000 : باختصار، هذه هي: - أولاً، الحفاظ على الجمال الطبيعي وتعزيزه، وزيادة وعي واستمتاع الجمهور. ثانياً، وهو تعزيز الرفاهية الاقتصادية والاجتماعية للمجتمعات المحلية. ثالثًا، نشر وتعزيز تنفيذ خطة إدارة مجلس الحفاظ على التلال. 
وعلى النقيض من المتنزهات الوطنية، فإن تلال تشيلترن لا تمتلك سلطة التخطيط الخاصة بها. وللمجلس دور استشاري في شؤون التخطيط والتنمية ويسعى إلى التأثير على تصرفات الحكومة المحلية من خلال التعليق على طلبات التخطيط . 
من المتوقع أن تحترم السلطات المحلية (مجلسان للمقاطعة، وثلاث سلطات وحدوية وأربعة مجالس للمقاطعات والأحياء) مكانة المنطقة كمنطقة محددة ذات جمال طبيعي أخاذ.

### إرث
يتم الاحتفاظ بأمثلة من الهندسة المعمارية التاريخية في منطقة تشيلتيرن في متحف تشيلتيرن المفتوح بالقرب من تشالفونت سانت جايلز. يحتوي هذا المتحف الشعبي في الهواء الطلق على مباني أعيد بناؤها والتي كان من الممكن أن يتم تدميرها أو هدمها نتيجة لإعادة التطوير أو بناء الطرق.  

## قائمة التلال
تم إدراج التلال في تلال تشيلترن التي يزيد ارتفاعها عن 200 متر وبروزها الطبوغرافي أكثر من 30 مترًا من الجنوب الغربي إلى الشمال الشرقي. 
| تلة              | الارتفاع (م) | الشهرة (م) | مرجع شبكة نظام التشغيل |
| ---------------- | ------------ | ---------- | ---------------------- |
| أصلع هيل         | 257          | 125        | سو728957               |
| ويدنتون بارك هيل | 203          | 35         | سو817917               |
| لودج هيل         | 209          | 45         | SP794000               |
| وايتليف هيل      | 247          | 63         | SP823034               |
| المنبر هيل       | 248          | 56         | SP831050               |
| منارة التل       | 230          | 33         | SP835060               |
| كومب هيل         | 260          | 108        | SP849066               |
| ويندوفر وودز     | 267          | 180        | SP890090               |
| ألدبوري نويرز    | 222          | 41         | SP952136               |
| كليبر داون       | 249          | 123        | SP965151               |
| دونستابل داونز   | 243          | 105        | TL008194               |
| ضربة للأسفل      | 212          | 48         | TL034214               |

## أنظر أيضا
- مزرعة زوش